# Élection présidentielle centrafricaine de 2015-2016
L'élection présidentielle centrafricaine de 2015 et 2016 a pour but d'élire le président de la République centrafricaine pour un mandat de cinq ans commençant en 2016. Elle se déroule dans le cadre d'un scrutin secret majoritaire à deux tours. Le premier tour a lieu le 30 décembre 2015, en même temps que les élections législatives. Un second tour devait avoir lieu le 31 janvier 2016 mais la date est repoussée au 14 février 2016. La nouvelle Constitution du pays est promulguée le jour de l'investiture du président nouvellement élu.
Elle voit la victoire de Faustin-Archange Touadéra.

## Calendrier électoral
Il s'agit de la première élection universelle depuis la deuxième guerre civile centrafricaine en 2013.
La date de l'élection a été reportée huit fois depuis mars 2014, pour des raisons de sécurité mais aussi pour permettre un corps électoral plus complet, par des recensements de meilleure qualité et en incluant les réfugiés. Le recensement a ainsi débuté au printemps 2015, mais n'était pas terminé au milieu de l'été.
Prévue le 27 décembre, elle est repoussée de trois jours le 24 décembre par la présidente par intérim Catherine Samba-Panza, en raison de problèmes logistiques : présence des bulletins de vote et des urnes, des votants, formation des agents électoraux.
Le premier tour a ainsi lieu le 30 décembre 2015 et le second tour, après avoir été prévu pour le 27 janvier 2016, a lieu le 14 février 2016.

## Candidats
La Cour constitutionnelle centrafricaine annonce le 8 décembre 2015 avoir validé 30 candidatures à cette élection; elle rejette notamment la candidature de l'ancien président François Bozizé, qui avait été chassé du pouvoir lors de la guerre civile, ce qui occasionne des tensions dans le pays.

## Résultats

### Premier tour
Le 7 janvier 2016, l'Autorité nationale des élections communique les résultats provisoires du premier tour. Ils sont confirmés le 25 janvier par la Cour constitutionnelle de transition, qui ainsi ne reçoit pas les requêtes pour irrégularité de Désiré Kolingba, Martin Ziguélé, Karim Meckassoua, Sonny Collet et Cyriaque Gondha. Elle annule le même jour les résultats du premier tour des élections législatives.
Aucun candidat n'obtient la majorité absolue. Anicet-Georges Dologuélé, arrivé en tête, affronte Faustin-Archange Touadéra, arrivé second, dans un deuxième tour.

### Deuxième tour
Les moyens de campagne de Anicet-Georges Dologuélé sont supérieurs à ceux de Faustin-Archange Touadéra, mais ce dernier bénéficie du soutien d'une grande partie des candidats malheureux du premier tour, dont Martin Ziguélé.
Faustin-Archange Touadéra est élu président de la République à l'issue du deuxième tour, avec 62,7 % des suffrages contre 37,3 % à Anicet-Georges Dologuélé. Il présente la réconcialiation comme priorité de son mandat à venir : « Aujourd’hui, les gens ne se rendent pas aux champs parce qu’ils ont peur. Donc, ils n’ont rien à manger. La priorité, c’est de rétablir la paix et de réconcilier les Centrafricains. »

### Résultats complets
| Candidats                | Candidats                       | Partis                   | Premier tour | Premier tour | Second tour | Second tour |
| Candidats                | Candidats                       | Partis                   | Voix         | %            | Voix        | %           |
| ------------------------ | ------------------------------- | ------------------------ | ------------ | ------------ | ----------- | ----------- |
|                          | Anicet-Georges Dologuélé        | URCA                     | 268 952      | 23,74        | 413 352     | 37,29       |
|                          | Faustin-Archange Touadéra       | Indépendant              | 215 800      | 19,05        | 695 059     | 62,71       |
|                          | Désiré Kolingba                 | RDC                      | 136 398      | 12,04        |             |             |
|                          | Martin Ziguélé                  | MLPC                     | 129 474      | 11,43        |             |             |
|                          | Jean-Serge Bokassa              | Indépendant              | 68 705       | 6,06         |             |             |
|                          | Charles Armel Doubane           | Indépendant              | 41 095       | 3,63         |             |             |
|                          | Jean-Michel Mandaba             | PGD                      | 35 458       | 3,13         |             |             |
|                          | Sylvain Patassé                 | Indépendant              | 31 261       | 2,76         |             |             |
|                          | Karim Meckassoua                | Indépendant              | 31 052       | 2,74         |             |             |
|                          | Gaston Mandata Nguérékata       | Indépendant              | 22 391       | 1,98         |             |             |
|                          | Jean-Barkès Gombé-Ketté         | Indépendant              | 18 949       | 1,67         |             |             |
|                          | Timoléon Mbaikoua               | Indépendant              | 17 195       | 1,52         |             |             |
|                          | Fidèle Gouandjika               | Indépendant              | 15 356       | 1,36         |             |             |
|                          | Théodore Kapou                  | Indépendant              | 13 295       | 1,17         |             |             |
|                          | Marcel Djibassé                 | PS                       | 8 791        | 0,78         |             |             |
|                          | Guy Roger Moskit                | MNS                      | 8 712        | 0,77         |             |             |
|                          | Jean Willybiro-Sako             | Indépendant              | 8 535        | 0,75         |             |             |
|                          | Émile Gros Raymond Nakombo      | Indépendant              | 8 001        | 0,71         |             |             |
|                          | Régina Konzi-Mongot             | Indépendant              | 6 684        | 0,59         |             |             |
|                          | Xavier Sylvestre Yangongo       | Indépendant              | 6 512        | 0,57         |             |             |
|                          | Cyriaque Gonda                  | PNCN                     | 6 440        | 0,57         |             |             |
|                          | Laurent Gomina Pampali          | UNADER                   | 5 834        | 0,51         |             |             |
|                          | Constant Gouyomgbia Kongba Zézé | Indépendant              | 5 560        | 0,49         |             |             |
|                          | Joseph Yakété                   | FORAC                    | 5 547        | 0,49         |             |             |
|                          | Mathias Barthélemy Morouba      | Indépendant              | 5 156        | 0,46         |             |             |
|                          | Théophile Sony Colé             | USTC                     | 3 784        | 0,33         |             |             |
|                          | Maxime Kazagui                  | ANC                      | 2 886        | 0,25         |             |             |
|                          | Jean-Baptiste Koba              | Indépendant              | 2 010        | 0,18         |             |             |
|                          | Stanislas Moussa Kembé          | Indépendant              | 1 706        | 0,15         |             |             |
|                          | Olivier Gabirault               | Indépendant              | 1 347        | 0,12         |             |             |
|                          |                                 |                          |              |              |             |             |
| Votes valides            | Votes valides                   | Votes valides            | 1 132 886    | 92,69        | 1 129 206   | 97,91       |
| Votes blancs et nuls     | Votes blancs et nuls            | Votes blancs et nuls     | 89 370       | 7,31         | 24 094      | 2,09        |
| Total                    | Total                           | Total                    | 1 132 886    | 100          | 1 153 300   | 100         |
| Abstention               | Abstention                      | Abstention               | 821 547      | 42,04        | 801 133     | 40,99       |
| Inscrits / participation | Inscrits / participation        | Inscrits / participation | 1 954 433    | 57,96        | 1 954 433   | 59,01       |

Représentation des résultats du second tour :
| Faustin-Archange Touadéra (62,71%) |  |  | Anicet-Georges Dologuélé (37,29 %) |
| en augmentation                    |  |  |                                    |
| Majorité absolue                   |  |  |                                    |